# 鼠袋狸属
鼠袋狸屬（Microperoryctes, 鼠袋狸），哺乳綱的一屬，屬於兔耳袋狸科，而與鼠袋狸屬（鼠袋狸）同科的動物尚有新幾內亞袋狸屬（大袋狸）、島袋狸屬（島袋狸）等之數種哺乳動物。